# Ana Lupaș
Ana Lupaș (n. 30 aug. 1940 la Cluj-Napoca)) este  artist plastic, profesor universitar,fotografă română.

## Biografie
A studiat la Cluj-Napoca unde a terminat Institutul de Arte Plastice Ion Andreescu în 1962. A fost profesoară la Institutul de Arte și președinta Filialei UAP din Cluj-Napoca.
Debutul în artă l-a avut în 1965. S-a remarcat de la primele expoziții republicane de artă decorativă din București (1965,1969, 1971) cu tapiserii, gen căruia i s-a dedicat prin lucrări originale, monumentale, inovând tehnica și compozițiile.  Ana Lupaș a dezvoltat un întreg mănunchi de metode de intervenție artistică, prin care s-a îndepărtat de înțelegerea clasică a structurii operei de artă . Aria preocupărilor sale artistice este mult mai largă realizând desene, obiecte, happenings, instalații, performances.  A influențat puternic o întreagă generație de artiști români, în anii 1970 și 1980. conducând în anii ’80 rețeaua națională a cenaclurilor tineretului artistic „Atelier 35“ din cadrul Uniunii Artiștilor Plastici din România.

## Expoziții importante
- 2008 - Galerie in Taxispalais, Innsbruck, Austria (expoziție personală)
- 2000 - Global Conceptualism - Points of Origin, 1950s-1980s - MIT List Visual Arts Center, Cambridge, MA, SUA
- 2005 - Works on the Edge; A New Selection of the Collection of the Ludwig Múzeum 1 - Ludwig Museum - Museum of Contemporary Art - Budapesta, Ungaria
- 1999 - Global Conceptualism: Points of Origin 1950s–1980s - Queens Museum of Art (QMA), New York City, NY
- 1985 - 18-th Bienal de Sao Paulo - Bienal de Sao Paulo, São Paulo, Brazilia
- 1973 - Biennale de Paris.[5]

## Lucrări în colecții internaționale
- Ludwig Museum - Museum of Contemporary Art - Budapesta, Ungaria

## Distincții
- Medalia „Meritul Cultural” clasa a II-a (16 decembrie 1972) „pentru merite deosebite în opera de construire a socialismului, cu prilejul aniversării a 25 de ani de la proclamarea Republicii”[6]
- Ordinul național „Steaua României” în grad de Cavaler (1 decembrie 2000) „pentru realizări artistice remarcabile și pentru promovarea culturii, de Ziua Națională a României”[7]
- Premiul UAPR (1969)[8]
- Premiul la Trienala Internațională de Artă, Stuttgard (1969) - medalia de aur[9]
- Trienala Internațională de Artă de la Milano (1973) - medalia de argint
- Bienala Internațională de desen de la Lisabona (1979) - marele premiu (ex aequo)
- Trienala Internațională de la Lodz (1981) - medalia de argint
- Bienala Internațională Vehtaprijs (1982) - premiu unic
- Marele premiu UAPR (1982)
- Bienala Internațională de desen de la Seul (1984) - medalia de argint
- Premiul pentru achiziție la Art-Expo, București (1991)
- Premiul Academiei Române București (1998)[3]